# Beck's
Beck's es el nombre de una cerveza tipo pilsener alemana de amplio consumo nacional. La sede de la cervecería está situada en la ciudad de Bremen en el norte de Alemania. Beck's fue creada en el año 1873 y pertenece a la cervecería alemana Brauerei Beck GmbH & Co KG. En 2002 dicha cervecería fue comprada por la empresa belga Interbrew. Desde 2004, Interbrew se fusionó con AmBev y ahora se conoce como InBev. Posteriormente Inbev adquirió Anheuser-Busch para formar AB InBev.

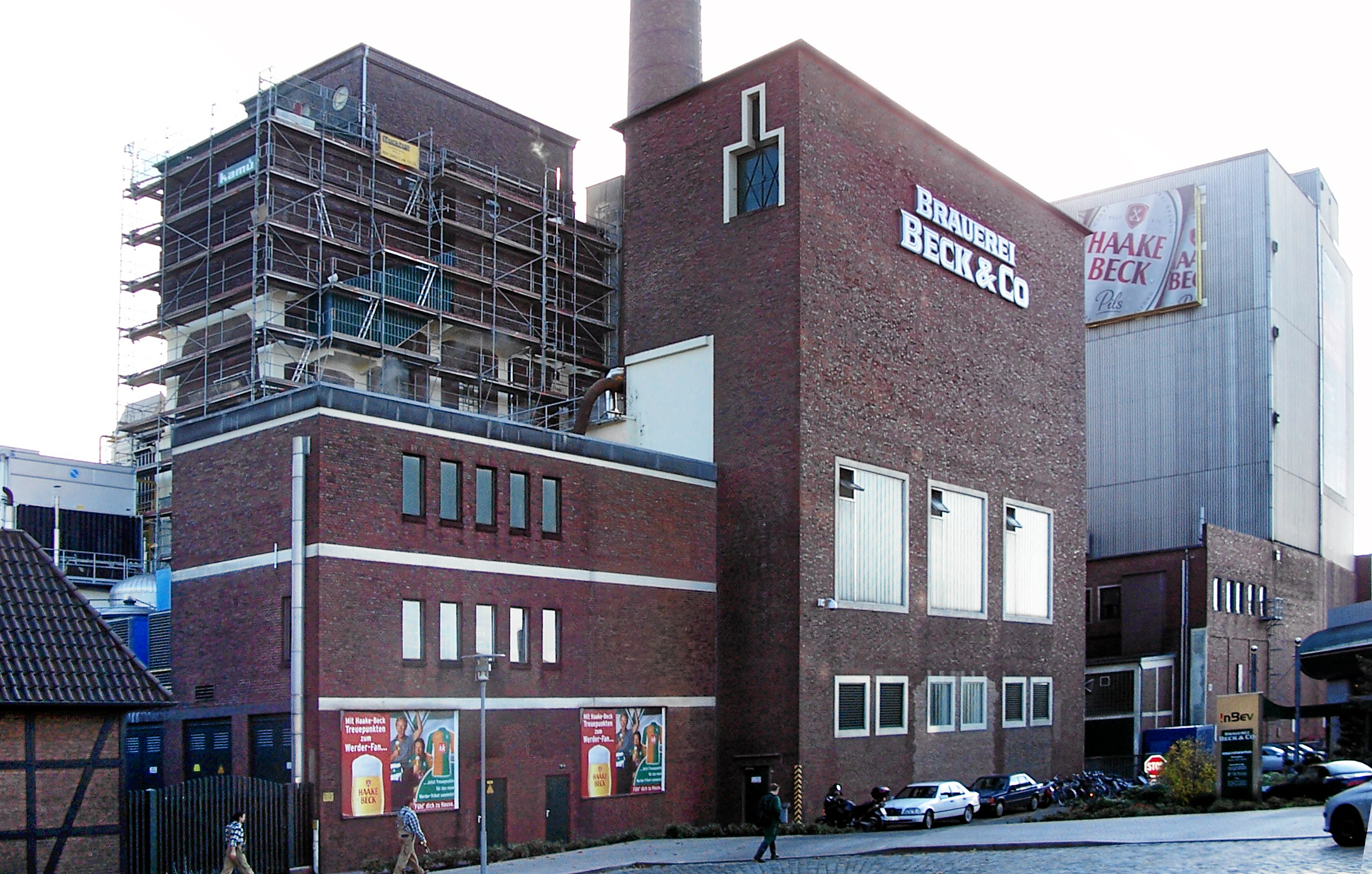
Brauerei Beck en Bremen